# إيمانويل تزانيس
إيمانويل تزانيس (1610 – 28 مارس 1690) المعروف أيضًا باسم بونياليس إيمانويل تزاني بونياليس، وإيمانويل زان وإيمانويل تزاني. كان رسامًا في فترة عصر النهضة اليونانية. كان مؤلفًا ورجل دين ورسامًا ومعلمًا.  كان كاهن أبرشية كنيسة سان جورجيو دي غريسي. وهي كنيسة يونانية مهمة في البندقية. كان منتسبًا إلى مدرسة فلانجين للأخوة اليونانية في البندقية. كان رسامًا بارزًا، يبلغ عدد أعماله المعروفة أكثر من 130 لوحة. يمكن العثور على أعماله في المؤسسات العامة، والمجموعات الخاصة، والكنائس، والأديرة في اليونان. تعاون مع العديد من الفنانين ولاسيما فيلوثيوس سكوفوس. كان كلا الفنانين عضوين في المدرسة الكريتية. كما تأثر بالمدرسة الفينيسية. كان أخ إيمانويل رسام مشهور ويدعى كونستانتينوس تزانيس ولديه أخ شاعر يدعى مارينوس تزانيس. عمله الأكثر شعبية هو المنديل المقدس الذي رسمه سنة 1659.

## التاريخ
ولد تزانيس في ريثيمنو، جزيرة كريت. أصبح كاهنًا في وقت ما قبل عام 1637. فر من جزيرة كريت حوالي عام 1646 لأن العثمانيين غزو ريثيمنو، وسافر أولًا إلى كورفو. مكث هناك لمدة ثماني سنوات. رسم العديد من الرموز الصورية وتعاون مع فيلوثيوس سكوفوس. في أوائل عام 1655، سافر إلى البندقية حيث مكث بقية حياته هناك. في مارس من عام 1655، قدم طلبًا ليصبح كاهنًا لسان جورجيو دي غريتشي وعرض أن يرسم للكنيسة مجانًا، لكن رُفض طلبه. كان فيلوثيوس سكوفوس كاهن الكنيسة. في نهاية المطاف، في عام 1660، انتُخب تزانيس ليصبح كاهن أبرشية الكنيسة الأرثوذكسية اليونانية سان جورجيو دي غريتشي. وحل محل فيلوثيوس سكوفوس. خدم تزانيس لمدة 20 عامًا.  زوجّ 26 شخصًا بين عامي 1660 - 1689. كما كان مشرفًا في مدرسة فلانجين للأخوة اليونانية في البندقية.
امتدت حياة إيمانويل المهنية لأكثر من 60 عامًا. يعود تاريخ أعماله المائة والثلاثين من عام 1636 إلى عام 1689. اختلفت لوحاته في   الحجم والأسلوب بدءًا من رموز تصويرية صغيرة، ولوحات ثلاثية الجوانب، إلى اللوحات الضخمة. اتبع قواعد وأساليب المدرسة الكريتية التي درسها في ريثينو. وكان عملاؤه كاثوليكيين وروم أرثوذكس على حد سواء. وكثيرًا ما أدرج الرعاة في رموزه التصويرية كما أنه أرخ أعماله أيضًا. رسم في كثير من الأحيان القديس اليبيوس المُستعمد، والقديس غوفديلاس الفارسي، والقديس ديمتريوس على ظهور الخيل. كما رسم العديد من الرموز التصويرية للعذراء والمسيح. لوحته للقديس سبيريدون ذات حجم ضخم. كان شقيقه كونستانتينوس تزانس رسامًا نشيطًا وعاش معه في البندقية.